# Madame Spy (film fra 1918)
Madame Spy er en amerikansk stumfilm fra 1918 af Douglas Gerrard.

## Medvirkende
- Jack Mulhall - Robert Wesley
- Donna Drew - Phyllis Covington
- Wadsworth Harris - John Wesley
- George Gebhardt - Hanson
- Jean Hersholt - Von Ornstorff